# クロゴケグモ

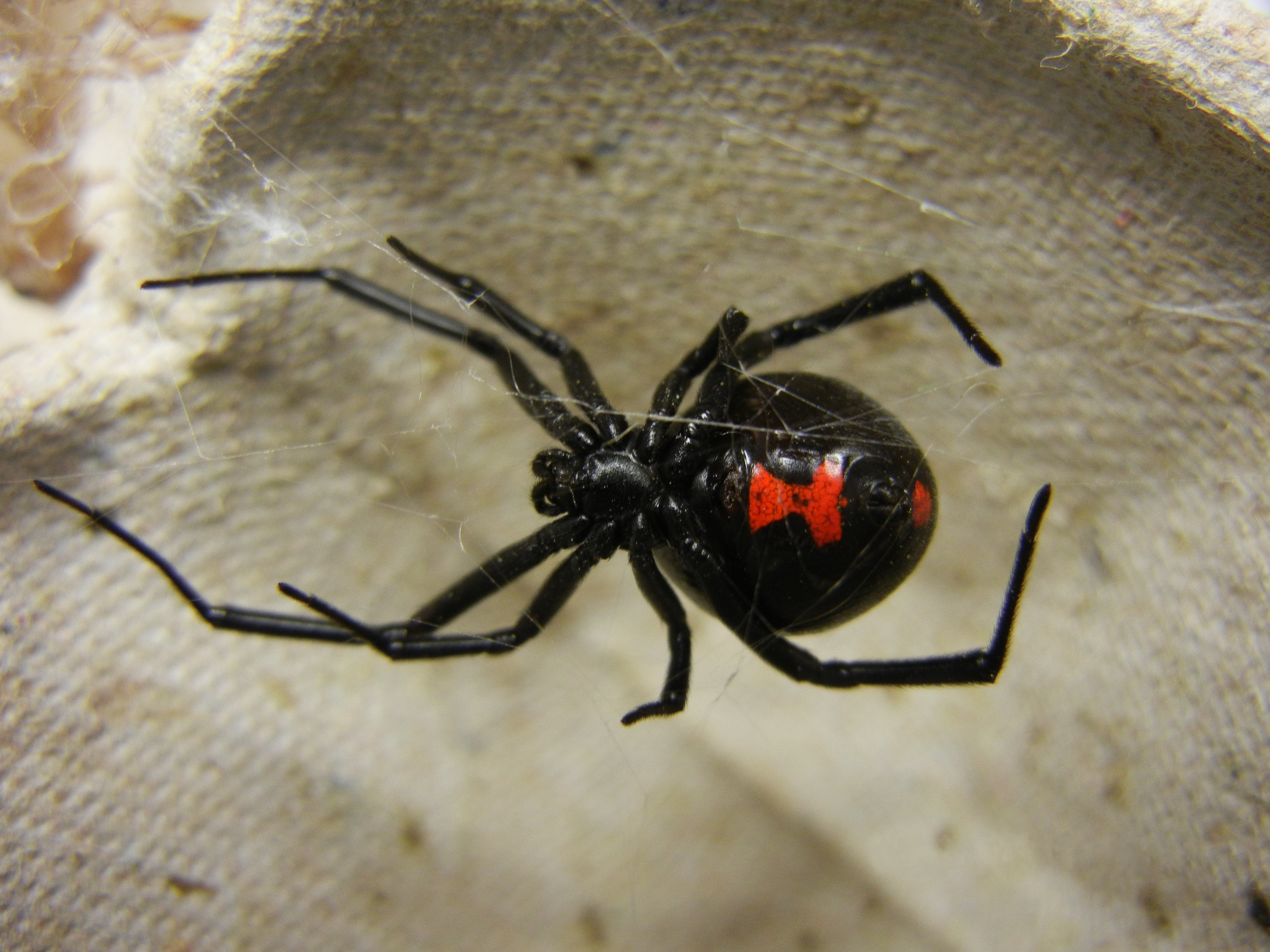
砂時計模様がはっきりとわかる。

クロゴケグモ（黒後家蜘蛛、学名：Latrodectus mactans）は、英名では「ブラックウィドウ（black widow）」、あるいはSouthern black widowと呼ばれ、ゴケグモ属に属する北アメリカ原産のクモの一種である。この種のメスにみられる特有の黒と赤の模様や、メスが交尾し終わった後のオスを捕まえて食べる場合があることでよく知られている。毒は、健康な人間が危機に陥ることは滅多になく、咬まれることでの死亡率は1%未満である。

## 分類
クロゴケグモ（Latrodectus mactans）が最初に記載されたのは、1775年、ヨハン・クリスチャン・ファブリシウスによるものであった。彼は本種をAraneaに所属する一種として記載した。
本種は、現在ではクモ目の一科であるヒメグモ科に所属している。
このクモはツヤクロゴケグモ（L. hesperus, 英：Western black widow）およびキタゴケグモ（L. variolus, 英：Northern black widow）と近縁である。この3種はよくカガリグモ属（Steatoda, 英：False Widows）と混同される。
1970年にカストン（Kaston）によって現在の北アメリカにすむクロゴケグモ群の分類が現在のような形にまとめられたが、それ以前にはこれら3種全てのゴケグモはクロゴケグモL. mactans 1種に分類されていた。その結果、（東・西・南・北などの地理的な修飾語のない）クロゴケグモの学名にL. mactansを当てている多数の文献が存在している。一般社会での使用の範囲ではブラックウィドウという言葉自体は、一般的にはこの3種を区別せずに使われている。

## 特徴
成熟したメスの個体は、全長およそ38 mm (1.5 in)、幅およそ6.4 mm (0.3 in)である。メスは黒く、つやつやと光り、砂時計の形をした赤色の模様が丸く膨らんだ腹部の腹面（下から見た側、腹側）に付いている。メスの体の大きさには非常に幅が有り、特に卵を運ぶ（産卵期の）メスで著しい。産卵前のメスの腹部は12.7 mm (0.5 in)以上になることが有る。大多数のメスは腹部後端にある出糸突起の上の背面にオレンジ色や赤色の斑点が付いている。
本種のオスは黒色か、外見上は幼体に近い姿をしている。メスに比較してとても小さく、大きさ6.35 mm (0.25 in)以下である。
幼生は、成体とは外見の上で、はっきりと見分けがつく。腹部はネズミがかった色から黒色で、その上に白い縞が走り、黄色かオレンジの点々がのっている。

## 生息域
本種は、南北アメリカ大陸を中心に分布する。元来はアメリカ合衆国南東部（アメリカ合衆国南部のミシシッピ州以東）で発見される（、そして、その地域に固有である）。その生息範囲はフロリダ州からニューヨーク州、西はテキサス州、オクラホマ州、アリゾナ州、そしてネバダ州に広がる。L. variolusは、主にアメリカ合衆国北東部とカナダ南東部で見つかるが、しかしながら、その生息域は本種L. mactansと重なっている。カナダにおいて、本種の生息域はブリティッシュコロンビア州南部、アルバータ州、サスカチュワン州、マニトバ州、そして、オンタリオ州に広がっている。
本種はツヤクロゴケグモおよびハイイロゴケグモとともに、ハワイ諸島に定着している。これらのうちの少なくとも1種がハワイ州内へと侵入した経路は、州内への輸入農産物であろうと推定されている（同時にこの類が他地域に侵入する経路となる可能性も考えられている）。

### 日本での状況
日本では2000年に山口県の米軍岩国基地で発見されて以降、基地内での繁殖が問題になっており、米軍は成虫及び幼虫の発見・駆除報告を岩国市へ度々出しており、2010年に岩国市は山口県と岩国防衛事務所の三者合同で早期に完全駆除するよう米軍に要請したが、2013年現在でも発見・駆除の報告が続いている。
基地で繁殖したクロゴケグモは基地の外にも広がっており、2003年と2008年に門前川を挟んだ基地の対岸にある門前住宅での発見を含め、山口県の報告によると2011年までに3回基地外で確認されている。
セアカゴケグモが発見された1995年以降定着している他、ハイイロゴケグモも定着している。これらは別種であるが、本種の亜種とされたこともある。

## 繁殖
性的に成熟した本種のオスは、精網という小さな膜状の網を作り、その上に精液を仮置きし、自身の触肢器官に精液を装填する。クロゴケグモの交尾は、オスが触肢をメスの生殖口に挿入することで行われる。
メスは、卵を糸で作られた球状の器（卵嚢）に産み付け、卵はその中にあって、目につかないように守られる。メス1頭は一夏に4から9の卵のうを産むことができ、それぞれの卵のうは凡そ100から400個の卵を中に収めている。
通常、卵は20日から30日で孵化する。しかし、この過程を経て生き残るのは100頭程度である。平均すると、最初の脱皮を経て30頭が生き残ることになる。この減少の原因は、共食い、餌の欠乏、および適切な隠れ家の不足による。クロゴケグモが繁殖可能なまでに成熟するには2から4カ月掛かるが、完全に成熟するまでには概して6から9カ月かかる。メスは最長で5年間の寿命が有るが、オスはずっと短命である。この種のメスは、時として交尾のあとにオスを食べてしまうことが有る。 
寿命は環境の影響が大きいが、そのなかでも身を隠す場所が有るかどうかが最も重要で、餌は二番目に重要である。メスに食われなかったオスは、他のメスと交接を行うことがある。「交尾の後で必ずオスがメスに食われる」という話は、非常に広範囲に流布した誤解である。

## 餌の捕獲
クロゴケグモは、普通は様々な昆虫を捕食するが、時にはワラジムシ類、ヤスデ、ムカデ、他のクモを餌にすることもある。獲物が網に引っ掛かると、クロゴケグモは素早く巣内の隠れ家から出てきて、獲物を自身の出す糸でしっかりとくるんでしまう。身動きが取れなくなったところで咬み付き、獲物に毒を注入する。その毒は効果を発揮するまでに10分間掛かる。それまでは、獲物はクモに堅く掴まれている。獲物の動きが止んだ時、刺し傷に消化酵素が注射される。クモはそこで捕えたエサを退避場所に運び上げてから食うのである。

## 天敵
北アメリカ大陸では、クロゴケグモにはさまざまな寄生者や捕食者がいる。しかし、生物的防除の効果を上げるための方法として何らの評価が下されたことのあるものは無い。
卵嚢に寄生するものとしてはタマゴクロバチ科の飛べないハチであるBaeus latrodecti、および、キモグリバエ科のハエの一種であるPseudogauraxがある。成体の捕食者には、幾つかの狩りバチがある。その中で著名なものに、アナバチ科ドロジガバチ亜科のブルー・マッドドウバー（Chalybion californicum）、英語ではSpider waspと呼ばれるベッコウバチ科のTastiotenia festivaが含まれている。これらの狩りバチは幼虫の餌としてクモの成体を専門に捕えるハンターである。
他の生物、カマキリやムカデなども、時としてこれらを獲物として捕らえるだろうが、このクモを特に選んで攻撃するものではない。

## 毒性
このクモは人家周辺のゴミ箱付近、屋内のテーブルや椅子の下などに網を張る例も知られ、北アメリカにおけるクモ咬傷の約半分はこの種による。咬まれる部位としては、指の間の柔らかい部分が多い。アメリカ国内における配管工事での技術進歩は屋外式便所から水洗式便所への交換工事が施工される現場でのクモ咬傷の発生率と死傷者率を大幅に減少した。
これらのクモはとりわけ大きいわけではないが、その毒は極めて強力である。他のクモと比較しても、クロゴケグモの鋏角は格別大きいわけでも強力なわけでもない。対をなす鋏角にはそれぞれに中空で注射針のような形をした部分が有り、これは捕えた獲物の皮膚を突き破る役目を持つ。成熟したメスの場合、この部分はほぼ1.0ミリメートル (0.039 in)の長さが有り、それは害を与えるに十分な位置まで毒を注入するのに充分な長さである。オスは、メスに比してとても小さく、鋏角も小さくて注入する毒量も遙かに小さい。毒は15センチメートル以上の腫脹を生じる。
現実に注入される量は、成熟したメスの場合でも、物理的にはごく微量の毒液しか注入されていない。大人の健康なヒトの体内で、この微量の毒液が血液を通じて拡散した場合、通例、致死量に至ることは無いが、ゴケグモ刺咬症によるとても不快な症状を呈することが有る。生理的には、心拍数の増大・血圧上昇、それに呼吸困難と麻痺を生じ、死に至る場合、その原因は呼吸系の筋肉の麻痺からの窒息による。また、全身にわたる痛み、筋肉の痙攣、発汗、不安、幻覚などの症状も起きる。ゴケグモ類に咬まれて健康な成人が死ぬことは、1,000人当たりのクモに咬まれる回数から見ても比較的少ない。アメリカ合衆国では、1950年から1959年にかけて、このクモに咬まれたことによる63人の死者を出したことが報告されている。
ゴケグモ類は大部分のクモより強力な毒を持ち、抗血清（抗毒、アンチベニン）の開発による血清療法が確立される以前には、咬まれた者のうち5パーセントが死亡していた。血清治療を受けた場合にも、時として心臓や循環系についての集中治療が必要な場合がある。
このクモの毒は神経毒である。毒液の中には、多くの有効成分が含まれている。
- α-ラトロトキシン（ラトロトキシン）
- 多数の小さなポリペプチド - 毒素類、空間的な構造におけるホモロジーを示す陽イオンチャネルと相互作用しあう。 - これはカルシウム、ナトリウム、カリウムの各イオンチャネルの機能に影響を及ぼしうる。
- アデノシン
- グアノシン
- イノシン
- 2,4,6-トリヒドロキシプリン